# IIHF Continental Cup 2004/05
Der IIHF Continental Cup 2004/05 war die achte Austragung des von der Internationalen Eishockey-Föderation IIHF ausgetragenen Wettbewerbs. Am vom 24. September 2004 bis 9. Januar 2005 ausgetragenen Turnier nahmen 20 Mannschaften aus 20 Ländern teil. Die Finalrunde wurde vom 7. bis 9. Januar 2005 im ungarischen Székesfehérvár ausgetragen.
Drei Finalrundenteilnehmer waren gesetzt, der Gastgeber Alba Volán Székesfehérvár sowie der HKm Zvolen aus der Slowakei und der HK Dynamo Moskau aus Russland, als Vertreter der am höchsten platzierten Länder nach der IIHF-Weltrangliste 2004, die für das Turnier gemeldet hatten. Der weitere Finalteilnehmer wurden in drei Qualifikationsrunden ermittelt.

## Qualifikation

### Erste Runde
Die Spiele der ersten Runde fanden vom 24. bis zum 26. September 2004 statt. Als Austragungsort für die Gruppe A fungierte das rumänische Miercurea Ciuc und in Zagreb wurden die Spiele der Gruppe B ausgetragen. Von den sieben gemeldeten Mannschaften nahm jedoch eine nicht am Wettbewerb teil, die daraufhin durch eine außer Konkurrenz spielende Mannschaft ersetzt wurde.

#### Gruppe A
In der Gruppe A verzichtete der israelische Vertreter Maccabi Amos Lod auf einen Start im Wettbewerb. Um den Ausfall zu kompensieren, engagierten die Verantwortlichen die rumänische Mannschaft von Steaua Bukarest für das Turnier. Die Spiele Bukarests gingen jedoch nicht in die Turnierwertung ein.
Dadurch, dass für das Turnier ohnehin nur drei Mannschaften gemeldet hatten und eine außerhalb der Wertung spielte, beschränkte sich das Weiterkommen in der Gruppe auf ein einziges Spiel. Dieses gewann der gastgebende SC Miercurea Ciuc deutlich mit 17:2 gegen den HK Slawia Sofia.
| 24. September 2004 | SC Miercurea Ciuc | 3:3* (0:1, 1:1, 2:1)  | Steaua Bukarest | Vakar Lajos, Miercurea Ciuc Zuschauer: |
| 25. September 2004 | Steaua Bukarest   | 19:2* (3:0, 9:0, 7:2) | HK Slawia Sofia | Vakar Lajos, Miercurea Ciuc Zuschauer: |
| 26. September 2004 | SC Miercurea Ciuc | 17:2 (8:0, 2:1, 7:1)  | HK Slawia Sofia | Vakar Lajos, Miercurea Ciuc Zuschauer: |

| Pl. |                   | Sp | S | U | N | Tore  | Punkte |
| 1.  | SC Miercurea Ciuc | 1  | 1 | 0 | 0 | 17:02 | 2      |
| 2.  | HK Slawia Sofia   | 1  | 0 | 0 | 1 | 02:17 | 0      |
| 3.  | Steaua Bukarest   | –  | – | – | – | 0–:0– | –      |

#### Gruppe B
Die in Zagreb ausgetragene Gruppe B sah den litauischen Klub SC Energija Elektrėnai die zweite Runde erreichen. Erst im letzten Gruppenspiel gegen den Gastgeber KHL Medveščak Zagreb sicherten sie sich den Gruppensieg. Da sich beide Mannschaften unentschieden getrennt hatten und zuvor zweimal siegreich gewesen waren, entschied das bessere Torverhältnis zu Gunsten der Mannschaft aus dem Baltikum.
| 24. September 2004 | KHL Medveščak Zagreb   | 21:1 (-:-, -:-, -:-) | HK Partizan Belgrad    | Dom Sportova, Zagreb Zuschauer: |
| 24. September 2004 | SC Energija Elektrėnai | 8:4 (-:-, -:-, -:-)  | Club Hielo Jaca        | Dom Sportova, Zagreb Zuschauer: |
| 25. September 2004 | SC Energija Elektrėnai | 25:2 (-:-, -:-, -:-) | HK Partizan Belgrad    | Dom Sportova, Zagreb Zuschauer: |
| 25. September 2004 | KHL Medveščak Zagreb   | 3:1 (-:-, -:-, -:-)  | Club Hielo Jaca        | Dom Sportova, Zagreb Zuschauer: |
| 26. September 2004 | Club Hielo Jaca        | 15:1 (-:-, -:-, -:-) | HK Partizan Belgrad    | Dom Sportova, Zagreb Zuschauer: |
| 26. September 2004 | KHL Medveščak Zagreb   | 4:4 (-:-, -:-, -:-)  | SC Energija Elektrėnai | Dom Sportova, Zagreb Zuschauer: |

| Pl. |                        | Sp | S | U | N | Tore  | Punkte |
| 1.  | SC Energija Elektrėnai | 3  | 2 | 1 | 0 | 37:10 | 5      |
| 2.  | KHL Medveščak Zagreb   | 3  | 2 | 1 | 0 | 28:06 | 5      |
| 3.  | Club Hielo Jaca        | 3  | 1 | 0 | 2 | 20:12 | 2      |
| 4.  | HK Partizan Belgrad    | 3  | 0 | 0 | 3 | 04:61 | 0      |

### Zweite Runde
Die zweite Runde des Continental Cups wurde vom 15. bis 17. Oktober 2004 in drei Gruppen ausgespielt. Die Spiele der Gruppe C fanden im lettischen Riga statt, die Spiele der Gruppe D im französischen Amiens sowie die Begegnungen der Gruppe E im polnischen Oświęcim.
Der Sieger der Gruppe A, SC Miercurea Ciuc, qualifizierte sich zur Teilnahme in der Gruppe C, während der SC Energija Elektrėnai an der Austragung der Gruppe E teilnahm.

#### Gruppe C
Die in Riga ausgespielte Gruppe C sah Kaszink-Torpedo Ust-Kamenogorsk die dritte Runde erreichen. Sie konnten sämtliche Spiele gewinnen und schafften souverän den Sprung in die Gruppe F der dritten Runde. Bereits im ersten Turnierspiel konnten sie den Gastgeber HK Riga 2000 mit 3:1 besiegen. Gegen den HK Junost Minsk und den überforderten Qualifikanten SC Miercurea Ciuc folgten ebenfalls hohe Siege, wodurch die Mannschaft das Turnier souverän gewann.
Insgesamt besuchten 3.623 Zuschauer die sechs Turnierspiele.
| 15. Oktober 2004 14:00 Uhr | HK Junost Minsk   | 12:1 (5:1, 2:0, 5:0) | SC Miercurea Ciuc               | Siemens ledus halle, Riga Zuschauer: 35    |
| 15. Oktober 2004 18:00 Uhr | HK Riga 2000      | 1:3 (0:0, 1:2, 0:1)  | Kaszink-Torpedo Ust-Kamenogorsk | Siemens ledus halle, Riga Zuschauer: 1.432 |
| 16. Oktober 2004 14:00 Uhr | HK Junost Minsk   | 2:3 (0:1, 1:1, 1:1)  | Kaszink-Torpedo Ust-Kamenogorsk | Siemens ledus halle, Riga Zuschauer: 162   |
| 16. Oktober 2004 18:00 Uhr | HK Riga 2000      | 14:4 (2:1, 5:0, 7:3) | SC Miercurea Ciuc               | Siemens ledus halle, Riga Zuschauer: 567   |
| 17. Oktober 2004 13:00 Uhr | SC Miercurea Ciuc | 1:8 (0:4, 1:2, 0:2)  | Kaszink-Torpedo Ust-Kamenogorsk | Siemens ledus halle, Riga Zuschauer: 162   |
| 17. Oktober 2004 17:00 Uhr | HK Riga 2000      | 0:2 (0:0, 0:0, 0:2)  | HK Junost Minsk                 | Siemens ledus halle, Riga Zuschauer: 1.265 |

| Pl. |                                 | Sp | S | U | N | Tore  | Punkte |
| 1.  | Kaszink-Torpedo Ust-Kamenogorsk | 3  | 3 | 0 | 0 | 14:04 | 6      |
| 2.  | HK Junost Minsk                 | 3  | 2 | 0 | 1 | 16:04 | 4      |
| 3.  | HK Riga 2000                    | 3  | 1 | 0 | 2 | 15:09 | 2      |
| 4.  | SC Miercurea Ciuc               | 3  | 0 | 0 | 3 | 06:34 | 0      |

#### Gruppe D
Das Turnier der Gruppe D gewann der italienische Klub HC Milano Vipers. Obwohl die Mailänder sich am ersten Spieltag mit einem 2:2-Unentschieden von den Nottingham Panthers Panthers getrennt hatten, lagen sie zunächst nur auf dem geteilten zweiten Rang, da der Gastgeber HC Amiens Somme seine Auftaktpartie souverän mit 3:0 gewonnen hatte. An den folgenden beiden Turniertagen gingen die Italiener aber jeweils siegreich aus ihren Partien hervor, ebenso wie die Briten. Damit lagen nach dem Schlusstag die beiden Klubs punktgleich an der Tabellenspitze. Aufgrund des deutlich besseren Torverhältnisses schaffte Mailand den Sprung in die Vorschlussrunde.
| 15. Oktober 2004 16:00 Uhr | Nottingham Panthers    | 2:2 (0:1, 0:0, 2:1) | HC Milano Vipers       | Coliséum, Amiens Zuschauer: 1.500 |
| 15. Oktober 2004 20:00 Uhr | HC Amiens Somme        | 3:0 (1:0, 2:0, 0:0) | HDD Olimpija Ljubljana | Coliséum, Amiens Zuschauer: 3.000 |
| 16. Oktober 2004 16:00 Uhr | HDD Olimpija Ljubljana | 0:1 (0:0, 0:1, 0:0) | Nottingham Panthers    | Coliséum, Amiens Zuschauer:       |
| 16. Oktober 2004 20:00 Uhr | HC Amiens Somme        | 0:4 (0:1, 0:1, 0:2) | HC Milano Vipers       | Coliséum, Amiens Zuschauer: 3.300 |
| 17. Oktober 2004 16:00 Uhr | HC Milano Vipers       | 9:2 (3:0, 5:2, 1:0) | HDD Olimpija Ljubljana | Coliséum, Amiens Zuschauer:       |
| 17. Oktober 2004 20:00 Uhr | HC Amiens Somme        | 1:3 (0:2, 1:0, 0:1) | Nottingham Panthers    | Coliséum, Amiens Zuschauer: 3.100 |

| Pl. |                        | Sp | S | U | N | Tore  | Punkte |
| 1.  | HC Milano Vipers       | 3  | 2 | 1 | 0 | 15:04 | 5      |
| 2.  | Nottingham Panthers    | 3  | 2 | 1 | 0 | 06:03 | 5      |
| 3.  | HC Amiens Somme        | 3  | 1 | 0 | 2 | 04:07 | 2      |
| 4.  | HDD Olimpija Ljubljana | 3  | 0 | 0 | 3 | 02:13 | 0      |

#### Gruppe E
Den dritten freien Platz in der dritten Qualifikationsrunde konnte sich der ukrainische Vertreter HK Sokol Kiew sichern. Bereits im ersten Spiel untermauerten dieser mit einem 9:0-Sieg über den Qualifikanten SC Energija Elektrėnai seine Favoritenstellung. Nach einem weiteren Sieg am zweiten Tag ging Sokol mit vier Punkten in den Schlusstag, wo dieser auf den Gastgeber Dwory S.S.A. Unia Oświęcim traf, die ebenfalls zweimal siegreich gewesen waren. Schließlich entschied Sokol Kiew durch einen 4:2-Sieg das Turnier zu seinen Gunsten und qualifizierte sich für die dritte Runde.
| 15. Oktober 2004 | HK Sokol Kiew              | 9:0 (-:-, -:-, -:-) | SC Energija Elektrėnai | Hala Lodowa, Oświęcim Zuschauer: |
| 15. Oktober 2004 | Dwory S.S.A. Unia Oświęcim | 2:1 (-:-, -:-, -:-) | Esbjerg IK             | Hala Lodowa, Oświęcim Zuschauer: |
| 16. Oktober 2004 | Dwory S.S.A. Unia Oświęcim | 5:3 (-:-, -:-, -:-) | SC Energija Elektrėnai | Hala Lodowa, Oświęcim Zuschauer: |
| 16. Oktober 2004 | HK Sokol Kiew              | 2:1 (-:-, -:-, -:-) | Esbjerg IK             | Hala Lodowa, Oświęcim Zuschauer: |
| 17. Oktober 2004 | SC Energija Elektrėnai     | 3:5 (-:-, -:-, -:-) | Esbjerg IK             | Hala Lodowa, Oświęcim Zuschauer: |
| 17. Oktober 2004 | Dwory S.S.A. Unia Oświęcim | 2:4 (-:-, -:-, -:-) | HK Sokol Kiew          | Hala Lodowa, Oświęcim Zuschauer: |

| Pl. |                            | Sp | S | U | N | Tore  | Punkte |
| 1.  | HK Sokol Kiew              | 3  | 3 | 0 | 0 | 15:03 | 6      |
| 2.  | Dwory S.S.A. Unia Oświęcim | 3  | 2 | 0 | 1 | 09:08 | 4      |
| 3.  | Esbjerg IK                 | 3  | 1 | 0 | 2 | 07:07 | 2      |
| 4.  | SC Energija Elektrėnai     | 3  | 0 | 0 | 3 | 06:19 | 0      |

### Dritte Runde
Die dritte Runde des Continental Cups fand vom 19. bis 21. November 2004 im norwegischen Hamar statt. Neben dem Gastgeber nahmen die drei Sieger der zweiten Runde am Turnier teil.

#### Gruppe F
In der Vorschlussrunde trafen die drei Qualifikanten der vorangegangenen Runde auf den Gastgeber Storhamar IL. Nachdem am ersten Spieltag in beiden Partien kein Sieger gefunden werden konnte, setzten sich nach dem zweiten Turniertag die HC Milano Vipers und Kaszink-Torpedo Ust-Kamenogorsk an die Tabellenspitze. Auch am letzten und abschließenden Spieltag gewannen beide Mannschaften erneut, woraufhin das Torverhältnis über den Gruppensieg entscheiden musste, da sich beide Teams mit einem Unentschieden getrennt hatten und somit je fünf Punkte vorwiesen. Da Mailand mit einem Verhältnis von 10:2 Toren besser war als Ust-Kamenogorsk, erreichten die Italiener das Super Final. Bereits in der zweiten Runde waren sie nur wegen des besseren Torverhältnisses gegenüber einem punktgleichen Mitstreiter weitergekommen. Mit jeweils nur einem einzigen Punkt belegten Storhamar IL und der HK Sokol Kiew die Ränge 3 und 4.
| 19. November 2004 14:30 Uhr | HC Milano Vipers                | 0:0 (0:0, 0:0, 0:0) | Kaszink-Torpedo Ust-Kamenogorsk | OL-Amfi, Hamar Zuschauer: 300 |
| 19. November 2004 18:30 Uhr | Storhamar IL                    | 2:2 (1:0, 1:1, 0:1) | HK Sokol Kiew                   | OL-Amfi, Hamar Zuschauer:     |
| 20. November 2004 14:30 Uhr | Kaszink-Torpedo Ust-Kamenogorsk | 4:2 (0:1, 2:1, 2:0) | HK Sokol Kiew                   | OL-Amfi, Hamar Zuschauer:     |
| 20. November 2004 14:30 Uhr | Storhamar IL                    | 2:5 (2:1, 0:1, 0:3) | HC Milano Vipers                | OL-Amfi, Hamar Zuschauer:     |
| 21. November 2004 18:30 Uhr | HK Sokol Kiew                   | 0:5 (0:3, 0:0, 0:2) | HC Milano Vipers                | OL-Amfi, Hamar Zuschauer:     |
| 21. November 2004 18:30 Uhr | Storhamar IL                    | 3:4 (0:0, 3:1, 0:3) | Kaszink-Torpedo Ust-Kamenogorsk | OL-Amfi, Hamar Zuschauer: 656 |

| Pl. |                                 | Sp | S | U | N | Tore  | Punkte |
| 1.  | HC Milano Vipers                | 3  | 2 | 1 | 0 | 10:02 | 5      |
| 2.  | Kaszink-Torpedo Ust-Kamenogorsk | 3  | 2 | 1 | 0 | 08:05 | 5      |
| 3.  | Storhamar IL                    | 3  | 0 | 1 | 2 | 07:11 | 1      |
| 4.  | HK Sokol Kiew                   | 3  | 0 | 1 | 2 | 04:11 | 1      |

## Super Final
Das Super Final fand vom 7. bis 9. Januar 2005 im ungarischen Székesfehérvár statt. Gesetzt waren Alba Volán Székesfehérvár als Gastgeber, der slowakische Teilnehmer HKm Zvolen sowie der HK Dynamo Moskau aus Russland. Moskau hatte in den Vorjahren bereits mehrfach Erfahrungen im Europacup gesammelt und war zwischen 1997 und 1999 dreimal im Finale der European Hockey League am späteren Sieger gescheitert. Für Zvolen war es der dritte Auftritt überhaupt auf internationaler Ebene. Zusätzlich war der Sieger der dritten Runde, der italienische Meister HC Milano Vipers, qualifiziert.

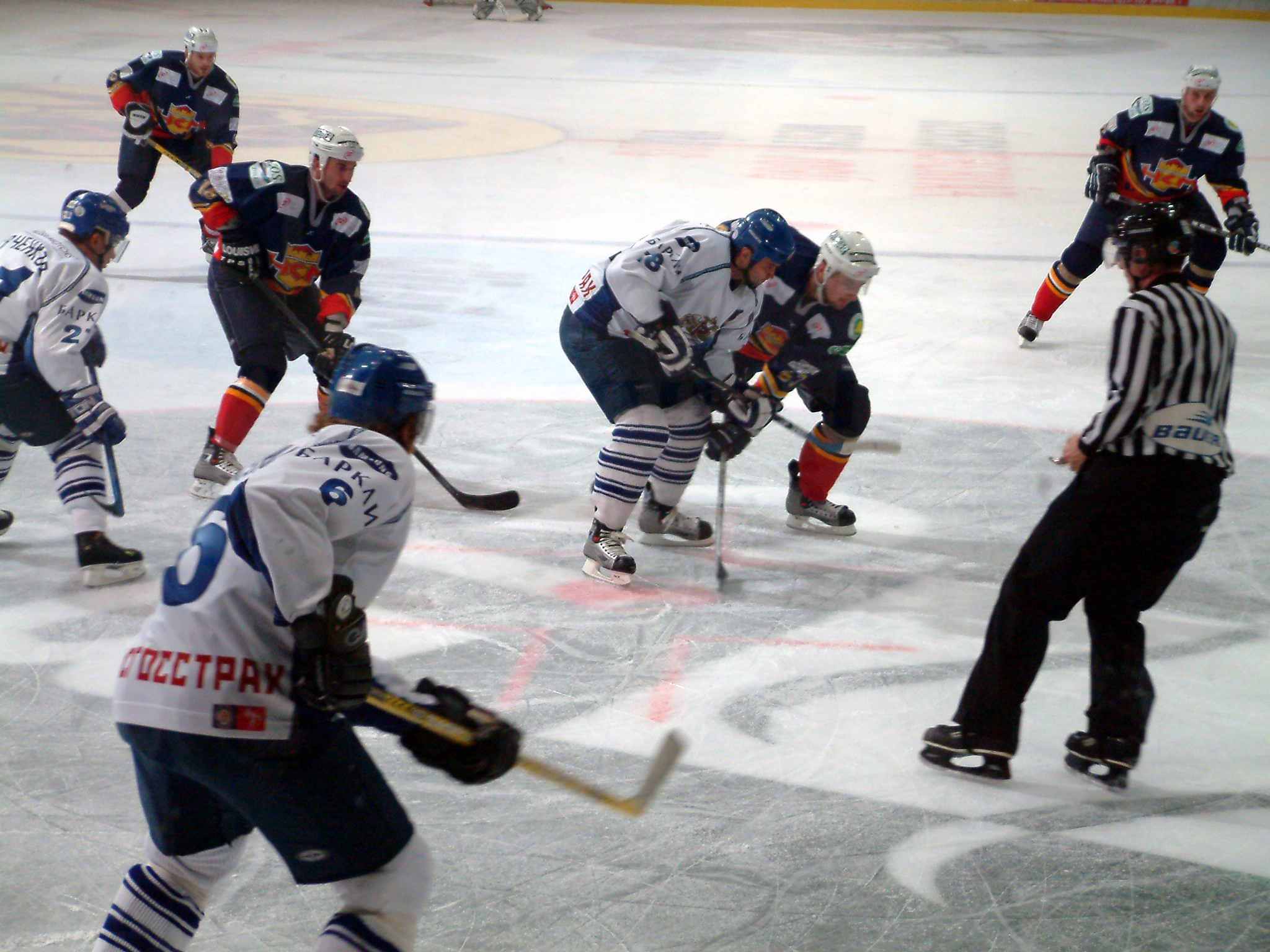
Spielszene zwischen HK Dynamo Moskau und HKm Zvolen

Schon am ersten Spieltag untermauerten der HKm Zvolen und der Dynamo Moskau ihre Favoritenstellung im Super Final durch deutliche Siege über die Außenseiter aus Mailand und Székesfehérvár. Während Zvolen mit 6:1 über die Italiener siegte, bezwangen die Moskowiter die Gastgeber klar mit 8:0. Auch am folgenden Turniertag gingen beide Mannschaften siegreich aus ihren Partien hervor, wobei beide Teams leichte Probleme hatten und Zvolen so nur knapp mit 2:1 die Oberhand behielt. Somit kam es am abschließenden Spieltag zum Duell der beiden bisher sieglosen und der beiden unbesiegten Klubs. In der nur noch statistischen Stellenwert besitzenden Begegnung zwischen Alba Volán Székesfehérvár und den HC Milano Vipers konnte sich Székesfehérvár durch ein knappes 2:1 den dritten Rang sichern. Im Abschlussduell trafen schließlich Moskau und Zvolen aufeinander. Dabei gingen die Russen mit dem Vorteil in die Partie, dass sie das bessere Torverhältnis besaßen und ihnen somit schon ein Unentschieden zum Turniersieg genügte. Allerdings gelang es den Slowaken einen 2:1-Vorsprung über die Zeit zu retten. Damit gewannen sie ihren ersten Europapokal der Vereinsgeschichte, während Moskau erneut in einem entscheidenden internationalen Spiel unterlegen war.
Insgesamt besuchten 19.244 Zuschauer die sechs Turnierspiele.

### Gruppe G
| 7. Januar 2005 15:30 Uhr | HKm Zvolen T. Škvaridlo (12:05) P. Bartoš (15:47) V. Plavucha (23:11) V. Plavucha (35:04) T. Škvaridlo (50:20) D. Babka (50:42) | 6:1 (2:0, 2:0, 2:1) Spielbericht | HC Milano Vipers R. Savoia (55:28) | Eishalle, Székesfehérvár Zuschauer: 2.947 |
| 7. Januar 2005 19:00 Uhr | Alba Volán Székesfehérvár | 0:8 (0:0, 0:4, 0:4) Spielbericht | HK Dynamo Moskau J. Babenko (23:56) W. Worobjow (24:29) A. Tereschtschenko (37:31) A. Sawtschenkow (38:26) W. Schachrajtschuk (43:58) M. Afinogenow (44:58) W. Worobjow (47:05) A. Tereschtschenko (52:46) | Eishalle, Székesfehérvár Zuschauer: 3.480 |
| 8. Januar 2005 15:30 Uhr | HC Milano Vipers J. Rickmo (4:10) R. Savoia (43:47) M. Smith (47:58)                                                            | 3:5 (1:1, 0:2, 2:2) Spielbericht | HK Dynamo Moskau I. Mirnow (1:39) P. Dazjuk (20:55) A. Markow (34:47) M. Afinogenow (44:41) P. Rosa (54:29)                                                                                                | Eishalle, Székesfehérvár Zuschauer: 3.120 |
| 8. Januar 2005 19:00 Uhr | HKm Zvolen J. Török (4:59) S. Jasečko (24:44)                                                                                   | 2:1 (1:0, 1:1, 0:0) Spielbericht | Alba Volán Székesfehérvár G. Kövér (35:39) | Eishalle, Székesfehérvár Zuschauer: 3.347 |
| 9. Januar 2005 17:30 Uhr | Alba Volán Székesfehérvár R. Holéczy (49:21) T. Gröschl (50:03)                                                                 | 2:1 (0:0, 0:0, 2:1) Spielbericht | HC Milano Vipers D. Felicetti (53:22) | Eishalle, Székesfehérvár Zuschauer: 3.479 |
| 9. Januar 2005 20:30 Uhr | HK Dynamo Moskau W. Schachrajtschuk (36:58)                                                                                     | 1:2 (0:1, 1:1, 0:0) Spielbericht | HKm Zvolen M. Handzuš (19:46) M. Handzuš (39:51) | Eishalle, Székesfehérvár Zuschauer: 2.871 |

| Pl. |                           | Sp | S | U | N | Tore  | Punkte |
| 1.  | HKm Zvolen                | 3  | 3 | 0 | 0 | 10:03 | 6      |
| 2.  | HK Dynamo Moskau          | 3  | 2 | 0 | 1 | 14:05 | 4      |
| 3.  | Alba Volán Székesfehérvár | 3  | 1 | 0 | 2 | 03:11 | 2      |
| 4.  | HC Milano Vipers          | 3  | 0 | 0 | 3 | 05:13 | 0      |

## Auszeichnungen
Spielertrophäen
| Auszeichnung         | Spieler         | Team                      |
| -------------------- | --------------- | ------------------------- |
| Wertvollster Spieler | Pawel Dazjuk    | HK Dynamo Moskau          |
| Bester Torhüter      | Krisztián Budai | Alba Volán Székesfehérvár |
| Bester Verteidiger   | Andrei Markow   | HK Dynamo Moskau          |
| Bester Stürmer       | Michal Handzuš  | HKm Zvolen                |
| Topscorer            | Michal Handzuš  | HKm Zvolen                |

### Siegermannschaft
| IIHF-Continental-Cup-Sieger HKm Zvolen | Torhüter: Karol Križan, Peter Ševela Verteidiger: Daniel Babka, Ladislav Cierný, Ladislav Harabin, Stanislav Jasečko, Petr Krátký, Vítězslav Škuta, Rastislav Štork, Ľuboš Velebný Angreifer: Peter Bartoš, Ján Cibuľa, Michal Handzuš, Peter Klouda, Igor Majeský, Vladimír Országh, Vlastimil Plavucha, Richard Sechný, Tomáš Škvaridlo, Jaroslav Török, Jozef Voskár Cheftrainer: Ján Jaško |